# Janusz Morawiec
Janusz Marian Morawiec – polski matematyk, zajmujący się równaniami funkcyjnymi i analizą rzeczywistą.

## Życiorys
Studia na kierunku matematyka ukończył na Uniwersytecie Śląskim w 1987 roku. Na tym samym uniwersytecie uzyskał następnie stopień doktora (22 kwietnia 1997, pod kierunkiem Karola Barona) i doktora habilitowanego (10 listopada 2009). Całe życie zawodowe związany z macierzystą uczelnią, gdzie od 2017 pracuje na stanowisku profesorskim.
Swoje prace publikował m.in. w „Aequationes Mathematicae”, „Journal of Mathematical Analysis and Applications”, „Annales Polonici Mathematici”, „Results in Mathematics” i „Fundamenta Mathematicae”.